# Radixin
ريدكسين‏ (بالإنجليزية :Radixin) هوَ بروتين يُشَفر بواسطة جين Radixin في الإنسان.